# Вільгельм Маєр
Вільгельм Маєр (нім. Wilhelm Mayer; 7 жовтня 1886, Бад-Урах — 17 липня 1950, Егглькофен) — німецький військово-повітряний діяч, генерал авіації (1 лютого 1941).

## Біографія
24 липня 1905 року вступив в 123-й гренадерський полк. Закінчив військове училище в Данцигу (1906). З жовтня 1913 по липень 1914 року навчався у Військовій академії. Учасник Першої світової війни, з 1 серпня 1914 року — командир взводу, потім роти свого полку. 28 березня 1915 року переведений в штаб армійської групи фон Штранца, потім служив в штабах 3-ї армії, 20-ї резервної дивізії, груп Лінзінгена і Айхгорна, 1-го резервного корпусу, 17-ї армії, 8-го резервного корпусу. Після демобілізації армії залишений в рейхсвері, служив в піхоті. 1 квітня 1924 року переведений в Імперське військове міністерство, 1 жовтня 1927 року — в штаб командувача артилерією 5-го військового округу. З 1 жовтня 1930 року — інструктор кавалерійського училища в Ганновері. З 1 жовтня 1933 року — начальник штабу окружного командування Ельбінга. 1 квітня 1935 року разом з іншими офіцерами Генштабу направлений на посилення люфтваффе і призначений начальником 1-го відділу Імперського міністерства авіації, з 1 жовтня 1935 по 30 вересня 1936 року виконував обов'язки начальника Оперативного штабу люфтваффе. Найближчий помічник Вальтера Вефера. 1 березня 1937 року призначений начальником льотної школи 7-го навчального батальйону. 1 липня 1938 року призначений начальником 4-ї авіаційної області (зі штаб-квартирою в Дрездені). З 25 жовтня 1941 року — командувач-генерал і начальник авіаційної області «Південний Схід/Греція». 15 червня 1943 року переведений в резерв ОКЛ, а 31 травня 1944 року звільнений у відставку.

## Нагороди
- Залізний хрест 2-го і 1-го класу
- Орден Альберта (Саксонія), лицарський хрест 1-го класу з мечами
- Хрест «За військові заслуги» (Австро-Угорщина) 3-го класу з військовою відзнакою
- Орден «За військові заслуги» (Вюртемберг), лицарський хрест
- Почесний хрест ветерана війни з мечами
- Медаль «За вислугу років у Вермахті» 4-го, 3-го, 2-го і 1-го класу (25 років)
- Медаль «У пам'ять 1 жовтня 1938» із застібкою «Празький град»
- Застібка до Залізного хреста 2-го класу